# پژوهشی ژرف و سترگ و نو، در سنگواره‌های دوره بیست و پنجم زمین‌شناسی یا چهاردهم، بیستم، و غیره، فرقی نمی‌کند
پژوهشی ژرف و سترگ و نو، در سنگواره‌های دوره بیست و پنجم زمین‌شناسی یا چهاردهم، بیستم، و غیره، فرقی نمی‌کند نمایشنامه‌ای از عباس نعلبندیان است، نوشتهٔ سال ۱۳۴۷. نویسنده اثر را در بیست سالگی‌اش نوشته‌است. این اثر در مسابقهٔ نمایش‌نامه‌نویسی تلویزیون ملی ایران به جایزهٔ نخست دست یافت و به کارگردانی آربی آوانسیان در جشن هنر شیراز، فرانسه و بریتانیا به روی صحنه رفت.